# Taki zwyczaj
Taki zwyczaj – singel polskiego rapera Kizo oraz rapera Wac Toja z albumu studyjnego Pegaz. Singel został wydany 23 maja 2019 roku. Tekst utworu został napisany przez Patryka Wozińskiego i Wacława Osieckiego.
Nagranie otrzymało w Polsce status złotej płyty w 2020 roku.
Singel zdobył ponad 9 milionów wyświetleń w serwisie YouTube (2023) oraz ponad 2 miliony odsłuchań w serwisie Spotify (2023).

## Nagrywanie
Utwór został wyprodukowany przez Oil Beatz. Za mix/mastering utworu odpowiada EnZU. Tekst do utworu został napisany przez Patryka Wozińskiego i Wacława Osieckiego.

## Twórcy
- Kizo, Wac Toja – słowa[1][2]
- Patryk Woziński, Wacław Osiecki – tekst[1]
- Oil Beatz – produkcja[1][2]
- EnZU – mix/mastering[1]

## Certyfikaty
| Kraj          | Certyfikat  |
| ------------- | ----------- |
| Polska (ZPAV) | złota płyta |